# 国鉄タキ18100形貨車
国鉄タキ18100形貨車（こくてつタキ18100がたかしゃ）は、かつて日本国有鉄道（国鉄）及び1987年（昭和62年）4月の国鉄分割民営化後は日本貨物鉄道（JR貨物）に在籍した私有貨車（タンク車）である。
本形式と同一の専用種別車であるタキ8550形、タキ8950形、タキ13600形についても本項目で解説する。

## タキ18100形
タキ18100形は、PPG（ポリプロピレングリコール）専用の35t 積タンク車として1969年（昭和44年）12月19日に1両（コタキ18100）が日本車輌製造にて、1972年（昭和47年）8月1日に1両（コタキ18101）が日立製作所にてそれぞれ製作された。
記号番号表記は特殊標記符号「コ」（全長 12 m 以下）を前置し「コタキ」と標記する。
本形式の他にPPGを専用種別とする形式には、タキ8550形、タキ8950形、タキ13600形の3形式が存在した。
落成時の所有者は、日本石油輸送、武田薬品工業の2社でありその常備駅は東海道本線貨物支線（通称高島線）の東高島駅、山陽本線の徳山駅であった。1982年（昭和57年）6月30日に1両（コタキ18101）が日本石油輸送へ名義変更され、常備駅は名古屋臨海鉄道南港線の南港駅（現在の名古屋南貨物駅）へ変更された。
1979年（昭和54年）10月に制定された化成品分類番号では、93（有害性物質、可燃性のもの）が標記された。
35系に属するステンレス鋼製のタンク体に、厚さ100mmのウレタン断熱材を巻き、薄鋼板製のキセ（外板）が設置された。
荷役方式はタンク上部にある液入れ管からの上入れ、タンク下部にある吐出管からの下出し式である。
車体色は黒色、寸法関係は全長は11,920mm、全幅は2,720mm、全高は3,866mm、台車中心間距離は7,740mm、実容積は35.0m3、自重は17.2t、換算両数は積車5.0、空車1.8であり、台車はベッテンドルフ式のTR41Cである。
1987年4月の国鉄分割民営化時には全車の車籍がJR貨物に継承されたが、2001年（平成13年）9月に最後まで在籍した1両（コタキ18100）が廃車となり同時に形式消滅となった。

## タキ8550形
タキ8550形は、PPG専用の30t 積タンク車として1964年（昭和39年）から1967年（昭和42年）にかけて10両（タキ8550 - タキ8559）が日本車輌製造、若松車輌、富士重工業の3社にて製作された。内2両（タキ8557 - タキ8558）はタキ3900形（コタキ3924 - コタキ3925）よりの改造編入車である。タキ8557は1969年4月15日に専用種別が石炭酸に戻されタキ3900形に復帰したが原番号とはならず、最新続番であるコタキ3962とされた。
落成時の所有者は、三井化学工業、三井物産、武田薬品工業の3社であった。1968年（昭和43年）10月21日に三井化学は社名を三井東圧化学へ変更し、1982年6月30日には1両（タキ8559）が日本石油輸送へ名義変更された。
1979年10月に制定された化成品分類番号では、93（有害性物質、可燃性のもの）が標記された。
ステンレス鋼製のタンク体に、厚さ50mm - 90mmのグラスウール断熱材を巻き、薄鋼板製のキセ（外板）、加熱管が設置された。
荷役方式はタンク上部にある液入れ管からの上入れ、タンク下部にある吐出管からの下出し式である。
車体色は黒色、寸法関係は全長は12,770mm、全幅は2,500mm、全高は3,880mm、台車中心間距離は8,600mm、実容積は30.2m3、自重は21.7t - 22.0t、換算両数は積車5.0、空車2.2であり、台車はベッテンドルフ式のTR41Cであった。
1987年4月の国鉄分割民営化時には8両（タキ8550 - タキ8556、タキ8559）の車籍がJR貨物に継承されたが、2002年（平成14年）6月に最後まで在籍した1両（タキ8559）が廃車となり同時に形式消滅となった。

### 年度別製造数
各年度による製造会社と両数、所有者は次のとおりである。（改造による編入車は改造所、所有者は落成時の社名）
- 昭和39年度 - 7両
  - 日本車輌製造 3両 三井化学工業（タキ8550 - タキ8552）
  - 若松車輌 2両 三井化学工業（タキ8553 - タキ8554）
  - 富士重工業 2両 三井化学工業（タキ8555 - タキ8556）
- 昭和41年度 - 2両
  - 日本車輌製造 2両 三井物産（タキ8557 - タキ8558、タキ3924 - タキ3925からの改造車）
- 昭和42年度 - 1両
  - 日本車輌製造 1両 武田薬品工業（タキ8559）

## タキ8950形
タキ8950形は、PPG専用の35t 積タンク車として1967年9月20日に3両（タキ8950 - タキ8952）が日本車輌製造にて製作された。
所有者は日本曹達の1社のみであり、その常備駅は信越本線の二本木駅であった。
1979年10月に制定された化成品分類番号では、93（有害性物質、可燃性のもの）が標記された。
耐候性高張力鋼製のタンク体の内面にステンレス鋼製の内張りを施し、厚さ50mmのグラスウール断熱材を巻き、薄鋼板製のキセ（外板）が設置された。
荷役方式はタンク上部にある液入れ管からの上入れ、タンク下部にある吐出管からの下出し式である。
車体色は黒色、寸法関係は全長は13,300mm、全幅は2,500mm、全高は3,811mm、台車中心間距離は9,200mm、実容積は35.0m3、自重は17.8t、換算両数は積車5.5、空車1.8であり、台車はベッテンドルフ式のTR41Cである。
1987年4月の国鉄分割民営化時には全車の車籍がJR貨物に継承されたが、同年8月12日に全車一斉に廃車となり同時に形式消滅となった。

## タキ13600形
タキ13600形は、PPG専用の35t 積タンク車として1968年11月4日に1両（コタキ13600）が日本車輌製造にて製作された。
記号番号表記は特殊標記符号「コ」（全長 12 m 以下）を前置し「コタキ」と標記する。
所有者は、日本石油輸送でありその常備駅は東海道本線貨物支線（通称高島線）の東高島駅であった。
1979年10月に制定された化成品分類番号では、93（有害性物質、可燃性のもの）が標記された。
直円筒形のステンレス鋼製のタンク体に、厚さ150mmのグラスウール断熱材を巻き、薄鋼板製のキセ（外板）が設置された。
荷役方式はタンク上部にある液入れ管からの上入れ、タンク下部にある吐出管からの下出し式である。
車体色は黒色、寸法関係は全長は11,400mm、全幅は2,500mm、全高は3,835mm、台車中心間距離は7,600mm、実容積は30.0m3、自重は16.7t、換算両数は積車4.5、空車1.6であり、台車はベッテンドルフ式のTR41Cである。
1987年4月の国鉄分割民営化時には車籍がJR貨物に継承されたが、1999年（平成11年）8月に廃車となり同時に形式消滅となった。